# والتر د. كوريغان سينيور
والتر د. كوريغان سينيور (بالإنجليزية: Walter D. Corrigan, Sr.)‏ هو لاعب كرة قدم أمريكية ومحامي أمريكي، ولد في 28 ديسمبر 1875، وتوفي في 25 نوفمبر 1951.